# LG PW800 Minibeam tévéprojektor
Az LG PW800 Minibeam tévéprojektor az LG hordozható, WXGA felbontású, 100” maximális képméretű LED projektora. A PW600G és PW800G modellekkel az LG Minibeam tévéprojektor-család tagja. Auto keystone technológiával automatikusan érzékeli és javítja a trapézos képtorzítást. Vezetékek nélkül csatlakoztatható számítógéphez, az okostelefonhoz, illetve táblagéphez. Emellett vezetéken keresztül is csatlakoztatható különböző eszközökhöz, HDMI, MHL vagy SlimPort átalakító kábel segítségével. A projektort Jelly Skin Guard eltávolítható gumitok védi a külső sérülésektől.

## Főbb paraméterek
- Felbontás: WXGA (1280 x 800)
- Fényerő: 800
- Kontrasztarány (FOFO): 100.000 : 1
- Zaj - Magas fényerő: 34 dB
- Zaj – takarékos: 26 dB
- Kivetítő lencse – fókusz: manuális
- Kivetítő lencse – képernyőméret: 25 / 100”
- Kivetített kép - vetítési arány (széles / televízió): 1,5
- Fény – típus: LED RGB
- Fény - Life High fényerő: 30.000 óra
- Méret (sz x mé x ma): 140 x 140 x 50
- Tömeg : 0,62 kg
- Külső szín: fehér